# Karang Tengah (Bagor)
Karang Tengah is een bestuurslaag in het regentschap Nganjuk van de provincie Oost-Java, Indonesië. Karang Tengah telt 1897 inwoners (volkstelling 2010).